# Sericosura dissita
Sericosura dissita là một loài nhện biển trong họ Ammotheidae. Loài này thuộc chi Sericosura. Sericosura dissita được miêu tả khoa học năm 2000 bởi Child.